# Pablo Nieto

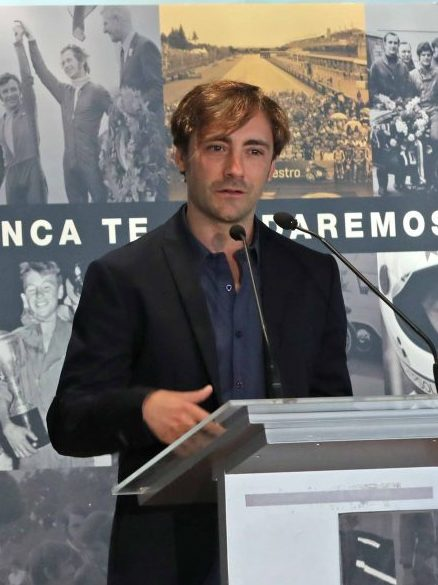
Pablo Nieto (2017).

Pablo Nieto, född 4 juni 1980 i Madrid, är en spansk roadracingförare. Han var aktiv i världsmästerskapens Grand Prix-klasser 1998 till 2008, alla säsonger i 125GP. Största framgången torde vara segern i Portugals Grand Prix 2003. Pablo Nieto är son till den flerfaldige roadracingvärldsmästaren Ángel Nieto och kusin till Fonsi Nieto.
Pablo Nieto började köra minibikes 1995, gick över till europamästerskapen i 125-klassen 1997 och VM-debuterade 1998. Nieto vann en seger och tog totalt 8 pallplatser på 157 Grand Prix i 125GP. Nieto blev sexa i VM både 2002 och 2006.